# Nhà xuất bản Sáng Nghệ
Công ty trách nhiệm hữu hạn xuất bản Sáng Nghệ (Chữ Hán giản thể: 创艺, bính âm: Chuàngyì, tên tiếng Anh: Chuang Yi Publishing Pte Ltd.) là một công ty xuất bản của Singapore chuyên xuất bản các truyện tranh nội địa cũng như của nước ngoài đồng thời kinh doanh các mặt hàng liên quan đến các truyện tranh đó. Các truyện tranh do Sáng Nghệ xuất bản đều được dịch sang Tiếng Anh và Tiếng Hoa. Một số mặt hàng của Sáng Nghệ cũng được phân phối sang các thị trường ngoài Singapore như Malaysia, Ấn Độ và Philippines. Việc phân phối tại Úc và Tân Tây Lan phải thông qua Madman Entertainment.

## Lịch sử
Sáng Nghệ được thành lập vào năm 1990 với chức năng là một đơn vị xuất bản các truyện tranh Nhật Bản bằng tiếng Hoa giản thể. Thành công đầu tiên của Sáng Nghệ là việc xuất bản các truyện tranh Bảy viên ngọc rồng và Cú nhảy cuối cùng. Sau đó Sáng Nghệ tiếp tục công việc xuất bản các truyện tranh đến từ Hồng Kông, Đài Loan và Hàn Quốc.
Năm 1995, chi nhánh đầu tiên của Sáng Nghệ ở Kuala Lumpur, Malaysia được thành lập và họ bắt đầu hoạt động bằng việc xuất bản hai bộ truyện tranh Nhật Bản bằng tiếng Mã Lai. Năm 1998 và 1999, Sáng Nghệ xuất bản hai bộ truyện tranh chuyển thể từ hai bộ phim truyền hình nổi tiếng là Truyền thuyết Tám người Bất tử (The Legends of Eight Immortals) và Lương Bà Bà (Liang Po Po: The Movie). Năm 2000 là một mốc đánh dấu việc thâm nhập vào thị trường của các độc giả biết tiếng Anh bằng việc xuất bản bộ truyện Pokémon, đồng thời hai truyện tranh Đài Loan cũng được đăng tại các tờ báo địa phương. Năm 2003, Sáng Nghệ mua được quyền xuất bản truyện tranh ở Úc, Tân Tây Lan và Philippines; sang năm sau (2004) Sáng Nghệ bắt đầu thâm nhập thị trường tạp chí với việc mua được bản quyền xuất bản vài truyện tranh của Disney. Sáng Nghệ bắt đầu đảm nhiệm việc phân phối những bộ nhãn dán do Panini Comics và Topps UK sản xuất vào năm 2004 và 2005; đến năm 2006 họ bắt đầu xuất bản truyện tranh ở Ấn Độ. Năm 2007, Sáng Nghệ giành được quyền phát triển các văn phòng phẩm "ăn theo" truyện tranh Pokémon và các truyện tranh của Disney, đồng thời cũng bắt đầu xuất bản các truyện tranh của DC Comics và Marvel Comics đến Singapore và Malaysia.

## Các manga được Sáng Nghệ xuất bản bằng tiếng Trung
- Absolute Boyfriend (绝对男友)
- Air Gear
- Blaue Rosen (搖滾下的藍色薔薇)
- Sứ giả Ichigo (死神)
- D.Gray-Man
- Quyển sổ thiên mệnh (死亡筆記簿)
- Thám tử lừng danh Conan (名侦探柯南)
- Bảy viên ngọc rồng (七龙朱)
- Dơi 21
- Fairy Tail
- Hóa giải lời nguyền (水果藍)
- Fullmetal Alchemist (钢之炼金术师)
- Ngọn lửa Recca (烈火之炎)
- GetBackers
- Chàng quản gia (疾风守护者)
- Hikaru - Kỳ thủ cờ vây (棋灵王)
- Katekyo Hitman Reborn (家庭教师HITMAN REBORN!)
- Kekkaishi (结界师)
- Kindaichi Case Files (金田一少年之事件簿)
- Konjiki no Gash!! (魔童小子)
- Initial D (头文字D)
- Love Celeb (情迷贵公子)
- MÄR
- MÄR Omega
- Monster Soul
- Naruto (火影忍者)
- NANA
- Mahō Sensei Negima! (魔法老師)
- Ninkuu (忍空)
- Ninkuu SECOND STAGE
- One Piece
- Ouran High Host Club (mang tên Ouran High School Host Club ở Bắc Mỹ và Ōran Kōkō Hosuto Kurabu ở Nhật Bản)
- Placebo
- Prince of Tennis (网球王子)
- PSYCHO BUSTERS (超能力少年)
- Saint Seiya EPISODE G (圣斗士星矢 EPISODE.G)
- Samurai Deeper Kyo (鬼眼狂刀 Kyo)
- Special A
- Vua pháp thuật (通灵童子)
- The Gentlemen's Alliance
- To Love-Ru (To Love恋爱大麻烦)
- Huyền thoại đôi cánh (TSUBASA翼)
- Vampire Knight  (吸血鬼士)
- M×0
- xxxHolic (迷梦魔法屋 XXX HOLIC)
- Yankee-kun to Megane-chan (不良少年与四眼妹)

## Các manga được Sáng Nghệ xuất bản bằng tiếng Anh
- Absolute Boyfriend ("Zettai Kareshi")
- Astro Boy (phiên bản do Akira Himekawa sáng tác)
- Ballad of a Shinigami
- Battle B-Daman
- Beyblade
- Blaue Rosen (Japanese title: Ai wo Utau yori Ore ni Oborero)
- Bakegyamon
- Because You Smile When I Sing
- Bloody Monday (manga)
- Boys Esté
- Captive Hearts
- Chrno Crusade (Chrono Crusade in North America)
- Crush Gear Turbo
- Digimon
- Đôrêmon
- Fairy Cube
- FIGHT! Crush Gear Turbo
- Flunk Punk Rumble (Yankee-kun to Megane-chan)
- Fruits Basket
- Fullmetal Alchemist
- Full Metal Panic! Sigma
- Fushigi Yūgi (Including Genbu Kaiden)
- Fushigiboshi no Futagohime
- Girls Bravo
- Mobile Suit Gundam
  - Gundam Seed
- Guyver
- .hack//Legend of the Twilight
- Hamtaro Handbook
- Hellsing
- Imadoki!
- Kingdom Hearts
- Kingdom Hearts: Chain of Memories
- Kingdom Hearts II
- La Corda D'Oro
- Land of the Blindfolded
- Love for Venus
- Love Hina
- Maburaho
- MÄR
- Medabots
- The Melancholy of Haruhi Suzumiya
- Midori Days
- Mirmo Zibang! (Mirumo)
- Mon-Colle-Knights
- Monochrome Factor
- My-HiME
- My Fair Lady known in North America as The Wallflower and Yamato nadeshiko Shichihenge in Japan
- Negima!: Magister Negi Magi
- Neon Genesis Evangelion
- Otomen
- Ouran High Host Club (Ouran High School Host Club in North America, Ōran Kōkō Hosuto Kurabu in Japan)
- Phantom Dream
- Pokémon
  - Pokémon: The Electric Tale Of Pikachu!
  - Pokémon Adventures
  - Magical Pokémon Journey
  - Ash & Pikachu
  - Phantom Thief Pokémon 7
  - Pokémon Gold & Silver The Golden Boys
  - Pokémon Pocket Monsters
    - Pokémon Ruby-Sapphire

  - Pokémon Jirachi Wish Maker
  - Pokémon Destiny Deoxys
  - Pokémon: Lucario and the Mystery of Mew
  - Pokémon Ranger and the Temple of the Sea
  - Pokémon Battle Frontier
- Placebo
- RahXephon
- Saiyuki: Reload
- Samurai Champloo
- Slam Dunk
- Solar Boy Django
- Special A
- Speed Grapher
- Spriggan
- SuperPsychic Nanaki (Chōshinri Genshō Nōryokusha Nanaki)
- Tactics
- Tenchi Muyo!
- There, Beyond The Beyond (Sono Mukou-no Mukougawa)
- The Girl Who Leapt Through Time
- The Melancholy of Haruhi Suzumiya
- The Mythical Detective Loki
- The Mythical Detective Loki Ragnarok
- Tokyo Mew Mew
- Trinity Blood
- Trigun
- Tsubasa: Reservoir Chronicle
- Tsubasa: Those with Wings
- Twin Princesses of the Wonder Planet
- Twinkle Stars (Hoshi wa Utau)
- Vagabond
- Vampire Knight
- Wild Adapter
- Wings of Desire
- World Embryo
- X (mang tên X/1999 ở Bắc Mỹ)
- Young Guns
- Super Yo-Yo
- Zatch Bell! (Konjiki no Gash!!)  Lưu trữ ngày 13 tháng 1 năm 2009 tại Wayback Machine
- Zig Zag
- Zoids

### Một số tạp chí truyện tranh được Sáng Nghệ xuất bản bằng tiếng Anh
- Disney Fairies
- Disney Princess
- Monster Allergy
- W.I.T.C.H
- Winnie the Pooh and Friends
- Winx Club (39 tập; tập 40 trở đi do MediaCorp đảm nhiệm)

## Truyện tranh Hàn Quốc do Sáng Nghệ xuất bản bằng Tiếng Anh
- Ragnarok: Into The Abyss